# نینجای آمریکایی ۴: نابودی
نینجای آمریکایی ۴: نابودی (به انگلیسی: American Ninja 4: The Annihilation) یک فیلم رزمی آمریکایی محصول سال ۱۹۹۱ با بازی مایکل دادیکوف، دیوید برادلی و جیمز بوت است. این چهارمین فیلم در سری نینجای آمریکایی بود و توسط؛ سدریک ساندرستروم - کارگردانی شد. همچنین این فیلم آخرین حضور مایکل دادیکوف در مجموعه فیلم‌های نینجای آمریکایی می‌باشد.